# Philodromus brachycephalus
Philodromus brachycephalus es una especie de araña cangrejo del género Philodromus, familia Philodromidae. Fue descrita científicamente por Lawrence en 1952.

## Distribución
Esta especie se encuentra en Sudáfrica.